# Табалуга (мультфильм)
«Табалуга» (также известный как Табалуга и Лилли) — немецкий полнометражный семейный CGI мультфильм режиссера Свена Унтервальдта-младшего с Винсентом Вайсом в главной роли. Фильм основан на одноименной медиафраншизе, созданной немецким рок-музыкантом Петером Маффеем. Мультфильм, созданный под руководством Sony Pictures Germany по мотивам мюзикла «Табалуга и Лили», вышел 6 декабря 2018 года.  История рассказывает о молодом драконе Табалуге, который объединяется с ледяной принцессой Лилли, чтобы спасти мир от злого снеговика Арктоса.
Является спин-оффом мультсериала «Табалуга», который можно назвать ремейком.

## Краткое содержание
Табалуга (последний дракон на земле), растет в пышной Гренландии. В поисках своего драконьего огня он встречает прекрасную ледяную принцессу Лилли из замерзшей Исландии. Жители этих двух земель очень подозрительно относятся друг к другу, но Табалуга и Лилли с удивлением обнаруживают, что предрассудки ошибочны, и они любят друг друга. Лилли ведет Табалугу к Арктосу, правителю Исландии, не зная, что Арктос заморозил всех драконов и убил родителей Табалуги. Арктос пытается убить Табалугу своим волшебным ледяным оружием, но Лилли и ее друг Белый медведь Лимбо помогают ему бежать и отправиться с ним в Гренландию. Табалуга и Лилли заводят роман. Арктос посылает армию, чтобы вторгнуться в Гренландию. Старый ворон-хранитель Табалуги, Кольк, советует ему посетить мудрую Несайю в болотах, которая говорит ему, что его огонь всегда был в его сердце, хотя дракон сначала не верит ей. Лилли возвращается в Исландию, чтобы попытаться спровоцировать народное восстание против Арктоса, но он захватывает ее, а затем ловит Табалугу, который следует за ней. Когда Арктос пытается убить Лили, Табалуга находит свой огонь и сражается с ледяным оружием Арктоса. Лилли крадет шляпу Арктоса, которая ослепляет Арктоса, и Табалуга может растопить Арктоса до крошечных размеров; Арктос убегает. Исландцы и гренландцы становятся друзьями.

## Прокат
На Украине фильм вышел 27 декабря 2018 года, в Турции — 1 марта 2019 года, в России фильм вышел 25 января 2020 года, в Португалии — 20 февраля 2020 года.